# Sterrenleger
Sterrenleger (Engels: Soldier, Ask Not) is een sciencefictionroman uit 1964 van de Canadees-Amerikaanse schrijver Gordon R. Dickson.
Het boek maakt deel uit van de Childe Cycle-serie, soms ook wel de Dorsai-serie genoemd. Het verscheen eerst in oktober 1964 als kort verhaal in het sf-tijdschrift Galaxy Science Fiction en werd in 1965 bekroond met de Hugo Award voor beste kort verhaal. Soldier, ask not werd in 1967 als boek gepubliceerd door Dell Publishing (het origineel kort verhaal bedroeg een derde van het boek).

## Verhaal
Aan het einde van de 23e eeuw heeft de mensheid vijftien jongere werelden rond negen sterren bevolkt, inclusief het zonnestelsel van de Aarde. Hoewel de oude Aarde bevolkt blijft door de traditionele mensen, hebben de jongere werelden splinterculturen ontwikkeld, die zeer uiteenlopende wegen inslaan en gespecialiseerde culturen ontwikkelen. Meest opvallende hiervan zijn de exoten, filosofen, mystici, psychologen en de Dorsai, professionele soldaten. Andere werelden hebben zich op verschillende manieren gespecialiseerd, in de wetenschappen, mijnbouw, landbouw of handel.
Tam Olyn is een ambitieuze, ijdele en boze jongeman die weinig geeft om anderen met uitzondering van zijn jongere zus Eileen. Na zijn afstuderen van school is hij klaar om zijn carrière als journalist onder de sterren te beginnen. Tam heeft de eigenschap om mensen en situaties te analyseren en vakkundig te manipuleren waardoor sommige culturen in gevaar komen. Tijdens zijn werk komt hij op de planeet Sint-Marie waar tijdens het conflict daar de Exotocs huursoldaten gebruiken, geleid door de Dorsai-tweeling Ian en Kensie Graeme. De andere groep, de Friendlies, wordt geleid door Jamethon Black, de ex-verloofde van Tam's zuster. Tam probeert de situatie te manipuleren zodat de Friendlies niet enkel verliezen maar ook hun cultuur vernietigd wordt omdat hij hen verantwoordelijk acht voor de dood van zijn zusters echtgenoot.